# Észak kormányzóság

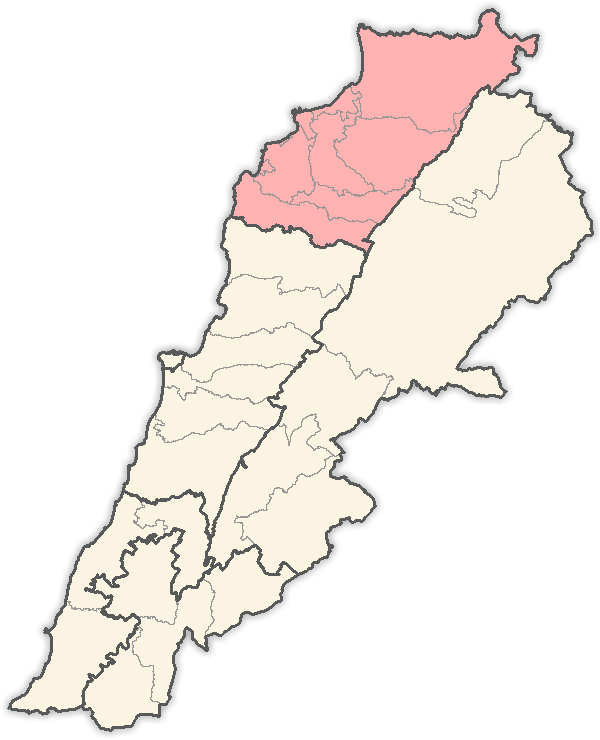
Észak kormányzóság elhelyezkedése Libanonon belül

Észak kormányzóság (arabul محافظة الشمال [Muḥāfaẓat aš-Šamāl]) Libanon hat kormányzóságának egyike. Az ország északnyugati részén fekszik. Északon Szíria, keleten Bekaa kormányzóság, délen Libanon-hegy kormányzóság, nyugaton pedig a Földközi-tenger határolja. Székhelye Tripoli (Tarábulusz) városa. Népessége a 2007-es adatok szerint 763 712 fő (az összlakosság 20,3%-a).

## Közigazgatási beosztása
Területe hét körzetre (kadá) oszlik (Akkár, Batrún, Bsarri, Kúra, Minnijja-Dannijja, Tripoli, Zgarta). A 2003-ban megalapított, de egyelőre létre nem jött Akkár kormányzóság Észak kormányzóság hasonló nevű körzetéből fog megalakulni a tervek szerint.